# Байла, Янник
Янник Байла Сэм (исп. Jannick Buyla Sam; род. 6 октября 1998, Сарагоса, Арагон) — испанский и экваториалогвинейский футболист, полузащитник.

## Клубная карьера
Родился 6 октября 1998 года в Сарагосе, Испания в семье выходцев из Экваториальной Гвинеи. В пять лет поступил в академию «Амистада». После шести лет обучения перешёл в «Оливер» и, наконец, в «Реал Сарагоса». Дебютировал на профессиональном уровне за второй состав «Сарагосы». Ни отыграв ни матча за «Сарагосу» был отдан в «Туделано» на правах аренды. Первый матч провёл против «Лиастада» на своём поле. Встреча закончилась со счётом 0:0. Отыграв за наваррский клуб 6 матчей в январе 2018 году вернулся в «Сарагосу», неудачно завершив сезон понижением в классе. В мае 2019 года дебютировал за первую команду в матче против «Эстремадуры». Выездная встреча закончилась победой 3:0. В 2020 году продлил контракт до 2024 года, но не проявляя активности в матчах, был арендован клубом «УКАМ Мурсия». Полностью отыграв вторую половину сезона, выйдя на поле 14 раз и отметившись двумя голами был снова отдан в аренду команде третьего дивизиона Испании «Химнастик».

## Карьера в сборной
По праву рождения имел право выступать за сборную Экваториальной Гвинеи. Карьеру в сборной начал на молодёжном уровне. За взрослую сборную дебютировал в матче против сборной Южного Судана. Встреча закончилась победой 1:0.
Всего за сборную провёл 13 матчей, отметившись одним голом престижа в ворота сборной Сенегала в рамках 1/4 финала Кубка африканских наций 2021.